# 진도공설운동장
진도공설운동장(珍島公設運動場, Jindo Public Stadium)은 대한민국 전라남도 진도군에 있는 스포츠 시설이다. 천연잔디 필드와 우레탄 트랙이 갖춰진 경기장이며, 2007년에 준공되었다.

## 참고 문헌
- “진도군 체육”. 진도군청.
- 《2020년 전국 공공체육시설 현황 (2019년말 기준)》. 대한민국 문화체육관광부. 2021.
- 《2023 전국 공공체육시설 현황 (2022년 12월말 기준)》. 대한민국 문화체육관광부. 2024.